# Den Blinde
Den Blinde er en dansk stumfilm fra 1908, der er instrueret af Viggo Larsen efter manuskript af Arnold Richard Nielsen.

## Handling
Denne artikel mangler et handlingsreferat. Hjælp os med at skrive det.